# The Real O'Neals
The Real O'Neals è una sitcom statunitense ideata da Joshua Sternin e Jennifer Ventimilia, trasmessa dal 2 marzo 2016 al 14 marzo 2017 su ABC.

## Trama
La serie racconta la vita di una famiglia molto unita di Chicago con radici cattoliche, i cui segreti personali  svelano la vita reale dei suoi membri e il loro fare i conti con la realtà dopo essersi rivelati a vicenda i segreti intimi.

## Episodi
| Stagione         | Episodi | Prima TV originale | Prima TV Italia |
| ---------------- | ------- | ------------------ | --------------- |
| Prima stagione   | 13      | 2016               | inedita         |
| Seconda stagione | 16      | 2016-2017          | inedita         |

## Personaggi e interpreti

### Personaggi principali
- Eileen O'Neal, interpretata da Martha Plimpton
- Pat O'Neal, interpretato da Jay R. Ferguson
- Kenneth "Kenny" Christopher Sebastian O'Neal, interpretato da Noah Galvin
- Jimmy O'Neal, interpretato da Matt Shively
- Shannon O'Neal, interpretata da Bebe Wood
- Jodi O'Neal, interpretata da Mary Hollis Inboden

### Personaggi ricorrenti
- Mimi, interpretata da Hannah Marks
- Marcia Worthman, interpretata da Sarayu Blue